# استیون هاف
استیون هاف (انگلیسی: Stephen Hough؛ ‎/ˈhʌf/‎؛؛ زادهٔ ۲۲ نوامبر ۱۹۶۱) یک موسیقی‌دان، آهنگ‌ساز، مدرس موسیقی و نوازنده پیانو اهل انگلستان و استرالیا است.
او مدرک کارشناسی ارشد خود را مدرسه جولیارد دریافت داشت و در بسیاری از ارکسترهای بزرگ جهان به عنوان تک‌نواز پیانو، اجراهای موفقی داشته‌است که از آن میان می‌توان به ارکستر سمفونیک شیکاگو، ارکستر کلیولند، فیلارمونیک لس‌آنجلس، ارکستر سمفونیک تورنتو، ارکستر فیلادلفیا، ارکستر سمفونیک پیتسبرگ، ارکستر سمفونیک لندن، فیلارمونیک نیویورک، ارکستر سمفونیک بوستون، فیلارمونیک برلین، تالار کارنگی، سالن رویال فستیوال و تالار کنسرت آمستردام اشاره کرد.